# 矢合観音
矢合観音（やわせかんのん）は、愛知県稲沢市にある観音寺院。本尊は十一面観世音菩薩。寺というより民家の中に祀られているが、小規模ながら門前町があり、飲食店、土産物店がある。
江戸時代より、ここの井戸水は万病に効くという民間信仰がある。現在でも多くの参拝者が訪れ、井戸水を汲みにくる。

## 由緒
諸説あるが、安土桃山時代、現在の稲沢市に存在した一色城の城主である橋本道一（橋本伊賀守）の弟で矢合城主の橋本大膳がこの地に観音菩薩を祀ったのが始まりという。
異説として、江戸時代後期の本郷村の農民たちが祀ったともいう（後述の矢合の昔話を参照）。
細野要齋は『感興漫筆』において、息子の一得が矢合観音の当主から聞いた話を記している（十六巻、安政二年（1855）五月二十日）
「……早朝より一得矢合村藤四郎所（矢合観音）へ行、……藤四郎曰、わが日々祈念するは十一面観音此像を安置せる縁故は、昔年此村の円興寺に大会ありて僧多く集まりし時、わが家三代前の祖趨走して事を弁ぜしかば、寺主深く其労を謝し、且貧地にして報告すべきものなけるばとて、此像を附属し祷呪の法をも授けり、それより世々これを行ふに験あり、然れども元は乳の病と指の痛みのみを祈念せしなり、わが代に至りて諸病の平癒を祈念するに、霊験日日に新なり、……」。

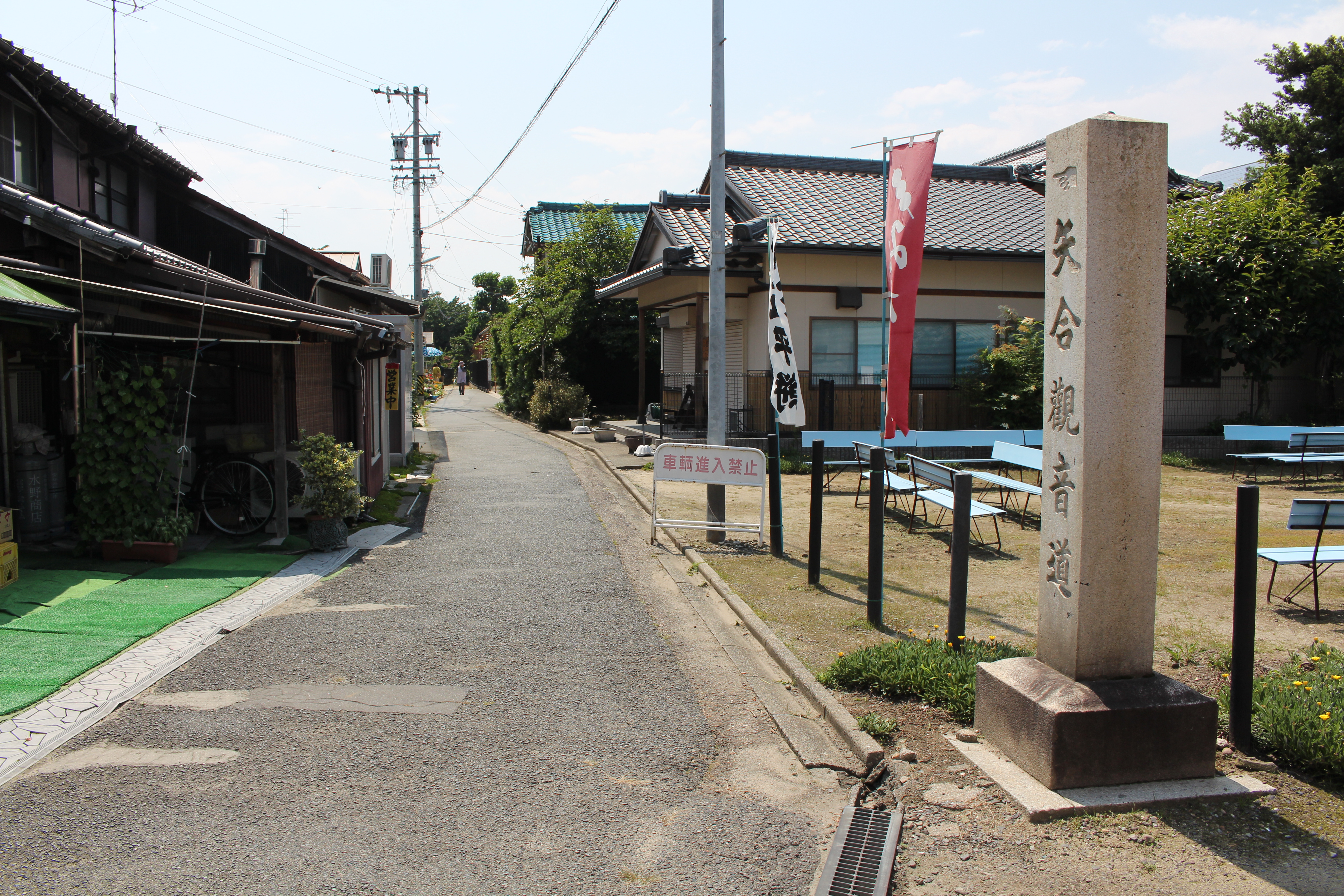
参道
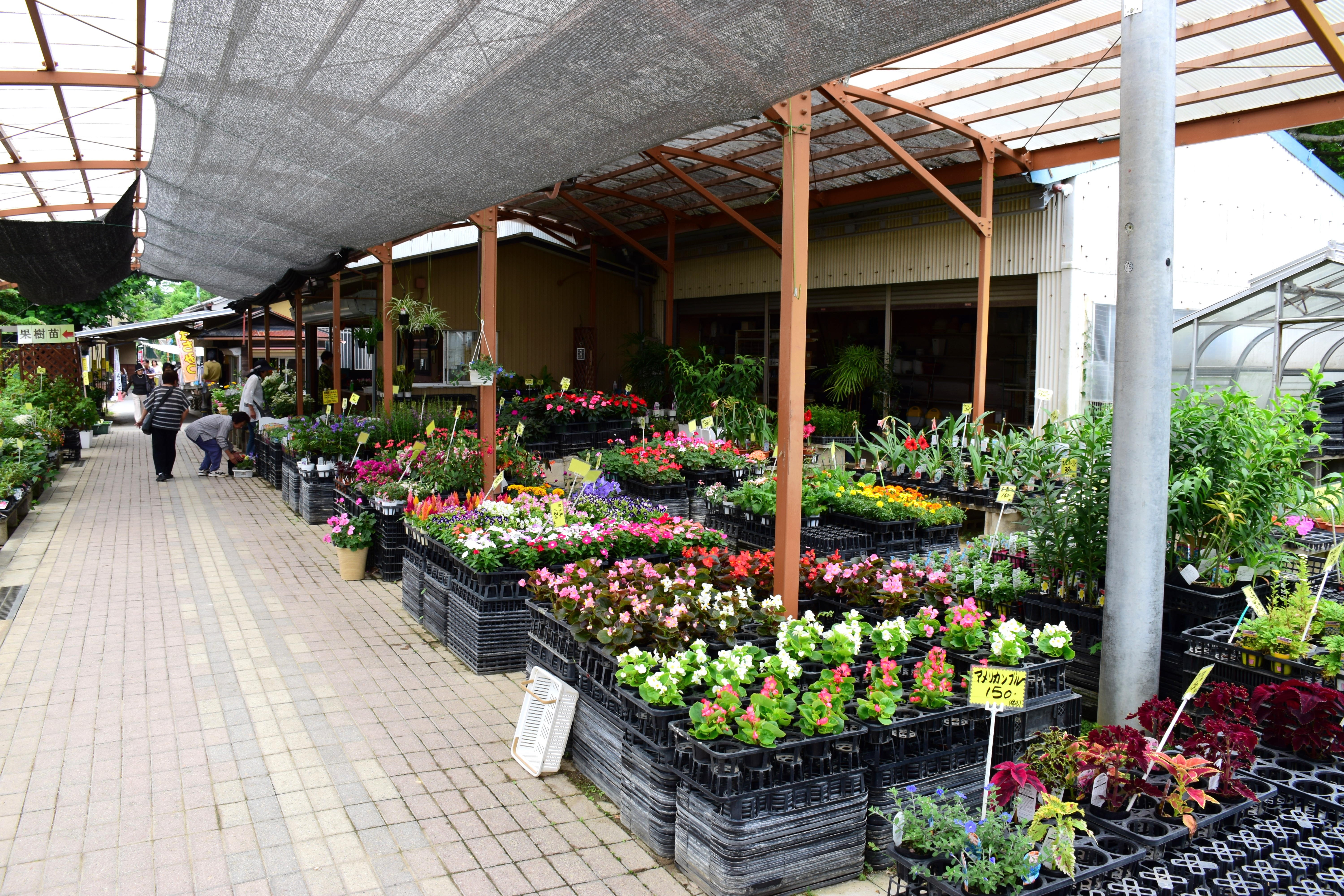
門前町
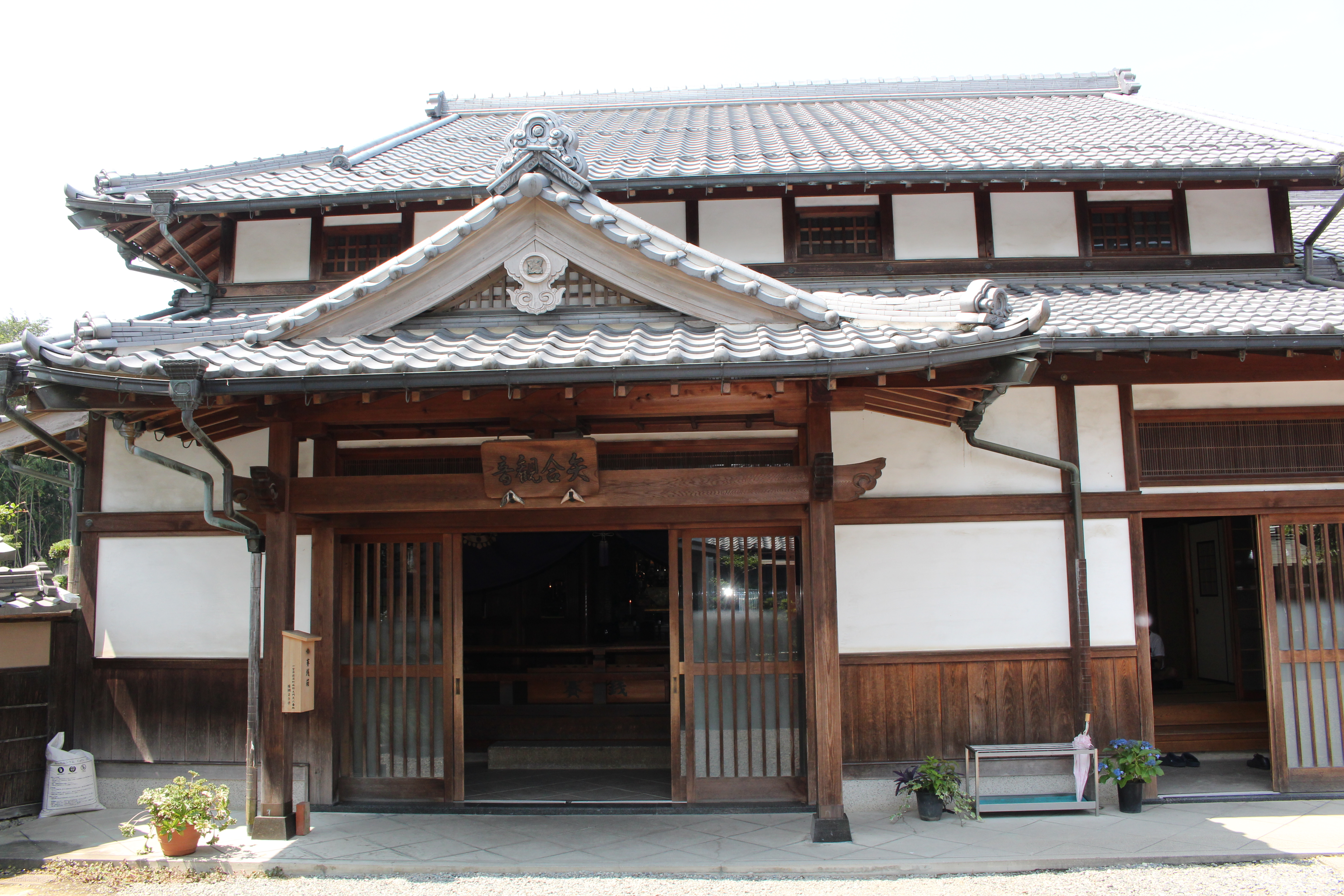
本堂

## 万病に効く井戸水
江戸時代から続く民間信仰で、ここの井戸水は万病に効くとされている。特に皮膚病に効果があるという。
参拝者は各自ビンやペットボトル等の容器（門前町の土産物店で入手可）を持参し、ここの井戸水を容器に入れる。この水と共に祈祷を受ける。
祈祷を受けた水を持ち帰る。この水を患部に付けたり、飲むことで効果があるという。

## 矢合の昔話
江戸時代後期（1850年頃?）この近くに諸国巡礼をしている行者が通りかかった。夜になり、どこか泊まる場所を探していると、一軒の家にたどりついた。行者が「一晩泊めていただけませんか」と頼むと、この家の主人は、行者のみすぼらしい姿を見るなり戸を閉め、追い払ってしまった。行者はその行動に対し、「やがてこの家は滅びるだろう」と嘆いた。
行者は本郷村（現在の稲沢市矢合町?）の一軒の家にたどりつき、「一晩泊めていただけませんか」と頼んだ。この家の主人は心の広い人で、「たいしたもてなしは出来ませんが、どうぞ」と、行者を招きいれた。
あくる日、行者はお礼を述べ、再び巡礼に向かった。主人がふと見ると、小さな小箱が部屋に置かれてあるのに気づいた。小箱を開けると、小さな観音像があった。主人は「あの方は高貴な方に違いない」と思い、この観音像をおまつりした。この観音像が矢合観音の始まりだという。
行者の頼みを断った家は、やがて不幸が重なり、とうとう滅びてしまったという。

## 所在地
愛知県稲沢市矢合町2664

## 交通手段

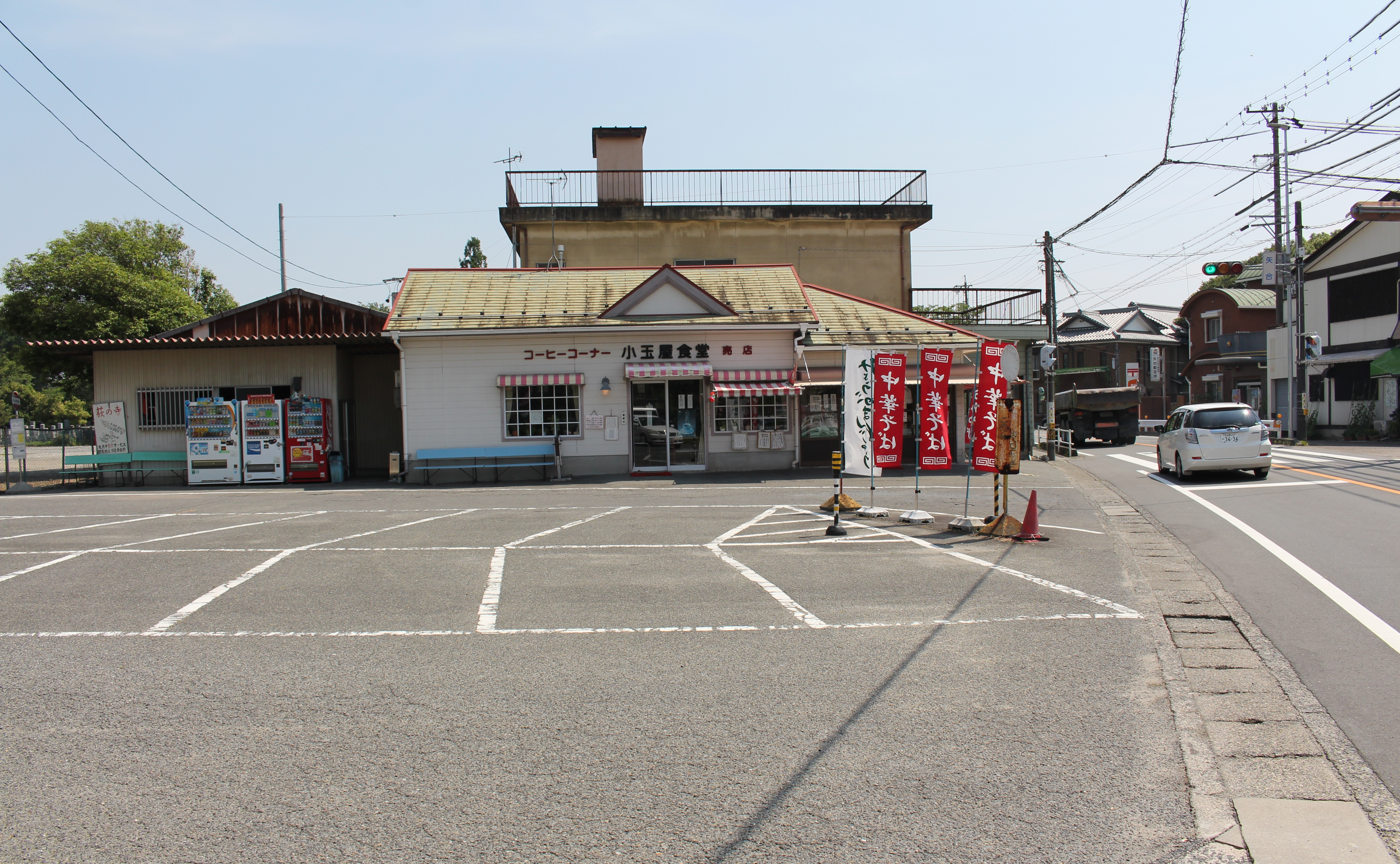
愛知県道121号津島稲沢線沿いにある名鉄バスと稲沢市コミュニティバス「矢合観音」のバス停

名鉄名古屋本線国府宮駅下車。国府宮駅バスターミナルより名鉄バス、稲沢市コミュニティバス稲沢中央線（矢合系統）に乗り換え、名鉄バス、稲沢市コミュニティバス「矢合観音」バス停下車。